# Maximilian von Rampusch

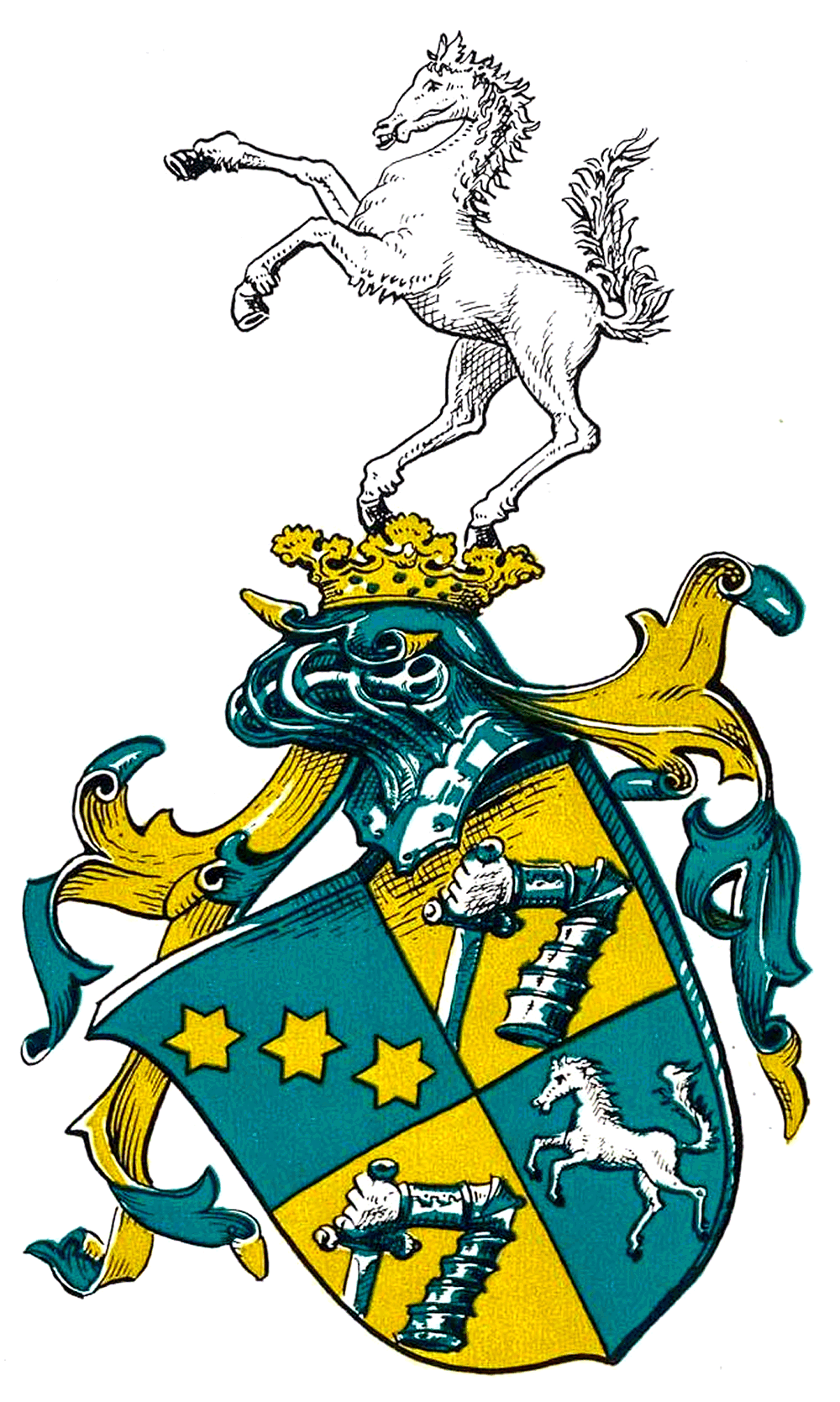
Wappen derer von Rampusch

Maximilian von Rampusch (* 1665 in Breslau; † 9. Januar 1743 ebenda) war ein
königlich-preußischer Generalmajor, Chef des Infanterie-Regiments Nr. 43 und Ritter des Pour le Mérite.

## Leben
Seine Eltern waren Joachim von Rampusch (1598–1671) und dessen dritte Frau Anna Dorothea Aßmann. Der kaiserliche Rat Zacharias von Rampusch (1632–1697) war sein Bruder.
Dort war er Oberst, als die Stadt 1741 zu dem Staat Preußen kam. Er war dort Kommandant und Aufseher der dortigen Festung. König Friedrich II. ernannte ihn zum Generalmajor und gab ihm die ehemalige Stadtgarde, um aus ihr das Infanterie-Regiment Nr. 43 zu machen.(Graf von Anhalt). Zudem erhielt er am 6. März 1741 den Pour le Mérite. Er starb bereits zwei Jahre später im Januar 1743.
Er war ein altgedienter Soldat und hatte bereits am spanischen Erbfolgekrieg teilgenommen. Er wurde in der Schlacht von Peterwardein (5. August 1716) schwer verletzt und schied als Hauptmann des Infanterie-Regiments Alt-Daun aus (erhielt aber 16. August 1719 noch den Charakter eines Oberstleutnants). Im Jahr 1725 wurde er zum böhmischen Freiherren und von Rampusch und Rommenstein ernannt.